# 부흥동 (안양시)
부흥동(復興洞)은 경기도 안양시 동안구의 행정동이다.

## 개요
부흥동은 학의천 남쪽 연안의 달안뜰의 일부에 들어선 8개 아파트 단지로 녹지 공간이 많다. 동의 서쪽 경수산업도로가에 부흥사라는 공장이 있었는데, 1990년이후 부흥초등학교, 부흥중학교, 부흥고등학교를 설립하자 입주민들의 혼란을 방지하고 편익을 도모하기 위하여 동의 이름도 부흥동으로 하였다. 1992년 비산2동에서 갈라져 나와 부흥동으로 되었고, 1993년 부흥동이 부흥동과 달안동으로 분동되었다.

## 법정동
- 비산동

## 교육
- 부흥초등학교
- 부흥중학교
- 부흥고등학교

## 교통
- 경수산업도로